# Texel 2010
Texel 2010 is een lokale politieke partij in de Nederlandse gemeente Texel. De partij werd vanaf 2014 in de raad vertegenwoordigd door fractievoorzitter Henk Jonker en Nico Erwich. De partij is een afsplitsing van de VVD op Texel.

## Geschiedenis
Texel 2010 is opgericht door Gerbrand Poster en wethouder Frank Kingma en deed in 2010 voor het eerst mee met de gemeenteraadsverkiezingen. De partij won toen drie zetels en verloor een zetel in de gemeenteraadsverkiezingen van 2014. In 2018 verliet Erwich de partij om met zijn nieuwe partij Alternatief mee te doen aan de gemeenteraadsverkiezingen van 2018.
Op 22 maart 2018, dezelfde dag waarop definitief vastgesteld werd dat Texel 2010 weer een zetel zou verliezen, kondigde lijsttrekker Henk Jonker aan de partij te verlaten. Een dag later werd aangekondigd dat Joke van den Boomgaard zijn plaats zou innemen, wat op 29 maart ook officieel gebeurde. Op 31 oktober 2018 maakte de gemeente bekend dat Van den Boomgaard haar zetel terug zou geven aan de partij.
De partij deed niet mee aan de gemeenteraadsverkiezingen van 2022.

## Zetels in de gemeenteraad
| Gemeenteraadszetels | Gemeenteraadszetels | Gemeenteraadszetels | Gemeenteraadszetels |
| ------------------- | ------------------- | ------------------- | ------------------- |
| Jaar                | 2010                | 2014                | 2018                |
| Zetels              | 3                   | 2                   | 1                   |